# The Jacobite (damptog)
 For alternative betydninger, se The Jacobite. (Se også artikler, som begynder med The Jacobite)
The Jacobite er et skotsk turisttog, som bliver trukket af et damplokomotiv.
Toget opererer på en strækning tilhørende West Highland Railway Line i Skotland, og har virket under forskellige navne siden sommeren 1984. Mallaig-stiklinjen af West Highland Railway åbnede i 1901 og blev på det tidspunkt drevet af North British Railway.
For området har toget spillet en vigtig rolle, ved at opretholde en rute i et smukt naturområde i et ellers utilgængeligt del af Skotland.

## Rute
The Jacobite kører en 66 km lang rute mellem stationen i Fort Williams og Mallaig, hvor den kører forbi maleriske områder som bl.a. Loch Eil, Glenfinnan Viaduct og Arisaig. På Glenfinnan station kan man skifte til almindelig togdrift.
Ruten blev brugt i Harry Potter-filmene. Firmaet der driver The Jacobite lod Warner Brothers bruge toget som Hogwartsekspressen i alle filmene og lod det køre på samme rute som The Jacobite til optagelserne. Lokomotivet i filmen er dog GWR 4900 Class 5972 Olton Hall, der i dag findes på Warner Bros. Studio Tour London - The Making of Harry Potter.